# Teoria de les laringals
Es coneix com a laringals a un conjunt de tres sons de consonant que apareixen en les reconstruccions de les llengües protoindoeuropees. La teoria va ser proposada per primer cop per Ferdinand de Saussure el 1879; malgrat això, no va obtenir acceptació general fins que va ser descoberta la llengua hitita, que es va desxifrar lentament a mitjans del segle xx. Aviat es van trobar fonemes en la llengua hitita per als quals la teoria de les laringals constituïa la millor explicació, cosa que va suposar l'acceptació de la teoria per part de la majoria dels indoeuropeistes.

## Evidències sobre les laringals
No es va sospitar de l'existència d'aquests sons fins fa relativament poc temps, per ser les llengües anatòliques les úniques llengües indoeuropees en les quals les laringals van sobreviure a l'escriptura. La major part dels filòlegs han acceptat que les laringals van existir, perquè tenint-les en compte se simplifiquen les explicacions sobre alguns canvis de sons des del protoindoeuropeu (PIE) a les llengües descendents que d'una altra manera serien força difícils de comprendre.
Són tres els sons coneguts de laringals:
- h1, la laringal "neutra";
- h₂, la laringal a-colorant;
- h₃, la laringal o-colorant;

Winfred Lehmann tanmateix ha mantingut que *h1 agrupava realment dos sons diferents, degut a reflexos inconsistents en hitita. Lehman va assumir que una era una oclusiva glotal i l'altre una fricativa glotal (vegeu més avall).
Al grec, entre consonants i a l'inici, h1 > e, h₂ > a, i h₃ > o. A les llengües indoiranianes com el sànscrit cada laringal es transforma en i, i en la resta de llengües indoeuropees, cada laringal (no inicial) es converteix en a. Això explica el següent fenomen:
- PIE: ph₂tér; grec pater; sànscrit pitá; latín pater (pare)
- PIE: *ish1ros; grec hieros; sànscrit iṣirá- (sagrat)
- PIE: *dh₃tos; grec dotos; llatí datus (donat)

L'evidència principal de l'existència de les laringals s'oberva quan en connexió amb la vocal del PIE *e-, h₂ l'acoloreix en *a-, i h₃ en *o-. En anatòlic tanmateix h₂ es va conservar, així com h₃ en algunes posicions. Per exemple:
- PIE: *h₂enti; hitita hanti; grec anti; llatí ante (abans)
- PIE: *h₃eui-; luvi hawi-; llatí ovis (ovella)

La teoria de les laringals ha estat considerada la millor explicació a la misteriosa aparició d'h- al lèxic anatòlic, i a la diferència vocàlica entre les llengües anatòliques i la major part de les altres llengües indoeuroopees, com el llatí ovis, és a dir «ovella».

### Efectes en les alternances vocàliques
La teoria de les laringals també explica algunes seqüències d'altenança vocàlica (ablaut) que apareixen a moltes arrels indoeuropees, fent que semblin menys arbitràries i més regulars. Per exemple, la seqüència observada:
- ē/ ē /ə s'explica com eh1/ oh1/ h1;
- ā/ ā /ə s'explica com eh₂/ oh₂/ h₂;
- ô/ ō /ə s'explica com eh₃/ oh₃/ h₃;

### Femenins protoindoeuropeus en -ā
La teoria de les laringals requereix força ajustos al model flexiu indoeuropeu. El gènere femení que la majoria de les antigues llengües indoeuropees comparteixen sembla haver estat creat amb un sufix, *-eh₂, que es va acolorir per efecte de la laringal en *-a, que al seu torn va patir un allargament compensatori després de la pèrdua de la laringal. Això porta a pensar que els noms i adjectius femenins tenien originàriament arrels comunes, en lloc d'arrels vocàliques, cosa que ajudaria a explicar la raó per la qual la seva flexió és diferent d'altres noms amb arrels vocàliques reals.
Atès que el gènere femení es va formar usant un sufix reconeixible, alguns investigadors pensen que va ser una innovació recent. Segons el seu parer, el PIE primerenc tindria sols dos gèneres gramaticals originals: el masculí o animat, i el neutre o inanimat.

### Evidències provinents de les llengües uràliques
Altres evidència de les laringals provenen de les llengües uràliques (fino-ugries). Malgrat que la llengua protouràlica i el protoindoeuropeu no tenen correspondències fonològiques regulars i que no estan genèticament emparentats, algunes paraules reconstruïdes en «protodialectes» uràlics (com el protofinougri, protofinopèrmic, etc.) han estat agafades de dialectes indoeuropeus (per exemple, finès nimi ~ nom i porsas ~ porc). Després d'assumir que les laringals protoindoeuropees podrien haver-se traduït com fonemes guturals en les llengües que van manllevar les paraules, es van trobant cada cop més préstecs des del PIE a les llengües uràliques.
Tres fonemes uràlics apareixen en les posicions on el PIE té laringals. Desafortunadament, l'uràlic, que era més ric en alveolars, tenia diversos fonemes guturals d'on escollir. Dependent de l'antiguitat del préstec, es van aproximar a uns o altres fonemes. Alguns exemples:
- finès lehti (full) < PIE *bhlh1-to > escandinau blad 'fulla' (aquí no apareix b- inicial perquè les llengües uràliques perden el primer fonema d'un grup consonàntic a l'inici de paraula).

- finès kal-ja 'cervesa' derivat per sufix de *kale- < PIE *h₂alu- > anglès ale, escandinau öl (cervesa).
- El finès teh- / teke- (fer) es presenta habitualment com préstec de *dheh1- > protogermànic *do:n (fer), però aquesta reconstrucció assumeix que totes les paraules indoeuropees en uràlic són préstecs. Tot i que aquest supòsit no ha estat criticat obertament, hi ha qui proposa que podria reconstruir-se una etimologia indouràlica (Kortlandt).

## Valors fonètics
Encara hi ha un debat considerable sobre la pronunciació de les laringals. Les evidències de l'hitita i l'uràlic són suficients per concloure que aquests sons van ser «guturals» o pronunciats força a darrere a la cavitat bucal. La mateixa evidència és també consistent si se suposa que van ser sons fricatius (com a oposició a aproximants o oclusius), cosa que estaria fortament recolzada pel comportament de les laringals en grups consonàntics. La suposició que *h1 és una oclusiva glotal està encara molt estesa. Malgrat això, resulta improbable que una oclusiva glotal es reflectís com a fricativa en préstecs uràlics, com sembla el cas, per exemple, de la paraula lehti < *lešte < PIE *bhlh1-to. A més, totes les laringals segueixen el mateix patró fonològic, d'una manera que és força diferent de les oclusives protoindoeuropees, però semblant a la fricativa *s.
Si, com indiquen algunes proves, hi va haver dos sons *h1, un podria haver estat l'oclusiva glotal i l'altre podria haver estat el so h, com a l'anglès «hat»
S'han donat diversos arguments per determinar el lloc exacte de l'articulació de les laringals. En primer lloc, l'efecte que aquests sons han tingut sobre els fonemes adjacents està ben documentat. Del que es coneix d'aquesta condició fonètica per llengües contemporànies, sobre totes les llengües semítiques, *h₂ (la laringal "a-colorant") podria haver estat una consonant fricativa de la faringe. Les fricatives de la faringe (com ara l'lletra àrab ح a Muħammad) normalment causen que la lletra «a» s'acolori en les llengües semítiques (això pssa a l'hebreu, per exemple). Per aquesta raó, el supòsit que pogués tenir un comportament de faringe és força fort.
Igualment està generalment assumit que *h₃ va ser arrodonit (labialitzat) a causa del seu efecte o-colorant. És habitual considerar-la sonora basant-se en la forma de perfecte *pibh₃- de l'arrel *peh₃.
Utilitzant analogies de l'àrab, alguns lingüistes han suposat que *h₃ fou també produïda per la faringe (com la lletra àrab ع, com a muعallim = "mestre"), tot i que la suposició que fos velar és probablement més comú. Els reflexos en llengües uràliques podria ser el mateix si el fonema original fos velar o produït a la faringe.
El mateix es veu a algunes correspondències enter el semita i l'indoeuropeu, ja siguin deguts a préstec prehistòrics o a un ancestre comú (vegeu la teoria de les llengües nostràtiques:
Grec οδυσσομαι odyssomai '(jo) odio' < del PIE *h₃-d-w 'odiar'; àrab عadūw = "enemic".
Grec eòlic αFησι awesi '(el vent) bufa' < del PIE *h₂-w-h1; àrab ħawā' ="aire".

## Història de la teoria
La història de la gènesi de la teoria es remunta a un molt jove Ferdinand de Saussure que als 21 anys, al desembre de 1878 va publicar la Mémoire sur le système primitif des voyelles dans les lagues indo-européenes, que reexaminava el sistema de l'ablaut del llatí, grec clàssic i sànscrit, proposant la reconstrucció de dos «coeficients sonàntics» *A i *O (més tard *h₂ i *h₃) per explicar diversos casos anòmals d'alternança vocàlica i explicar de forma unificada el patró de tres conjugacions verbals del sànscrit. Més tard, alguns autors van reprendre la qüestió i van proposar un tercer element *E (més tard *h1). Aquesta proposta va ser marginal i va rebre massa atenció als següents 50 anys, considerada com una abstracció de difícil interpretació, tot i que sembla que Saussure les va pensar com algun tipus d'element vocàlic (no consonàntic com suggereix l'evidència actualment disponible).
En 1927 l'erudit polonès Jerzy Kuryłowicz tanmateix que en hitita, en aquell moment acabada de desxifrar, el grafema ḫ apareixia just en les posicions per a les quals Saussure havia postulat la presència d'*A. Va ser Kuryłowicz qui va redissenyar els elements *E, *A i *O com *H1, *H₂ i *H₃. Van contribuir amb aportacions d'importància Möller i Cuny, que no eren indoeuropeistes, i la intenció dels quals en desenvolupar la teoria de les laringals era trobar connexions de les llengües indoeuropees amb les llengües semítiques, on hi ha fonemes laringals guturals. De fet va ser Möller qui havia proposta l'element *E i qui havia suposat que *A i *O podien ser consonants i no vocals, basant-se en certs processos fonològics dels sons guturals al semític. També va ser Möller qui va proposar el terme laringal. Cuny va ser qui va provar que, quan les laringals es troben amb alguna de les ressonants *r, *l, *m o *n, eren aquests sons els que es transformaven en vocal, per la qual cosa *E, *A y *O havien de tenir un caràcter consonàntic més fort que les ressonants.
Als començaments de la lingüística indoeuropea les laringals eren un element absent i cap al 1880 gairebé cap indoeuropeista en cap universitat europea havia considerat la seva necessitat, excepte alguns casos marginals a Alemanya. Seixanta anys després la situació havia canviat i la teoria laringal es considerava part important dels estudis indoeuropeus.